# تشارلي هارتلي (لاعب كريكت)
تشارلي هارتلي (4 يناير 1994 في المملكة المتحدة - ) (بالإنجليزية: Charlie Hartley)‏ هو لاعب كريكت بريطاني. لعب مع Kent County Cricket Club ‏.

## وصلات خارجية
- تشارلي هارتلي على موقع إي آس بي آن كريك إنفو (الإنجليزية)